# زبابة أوراسية قزمة

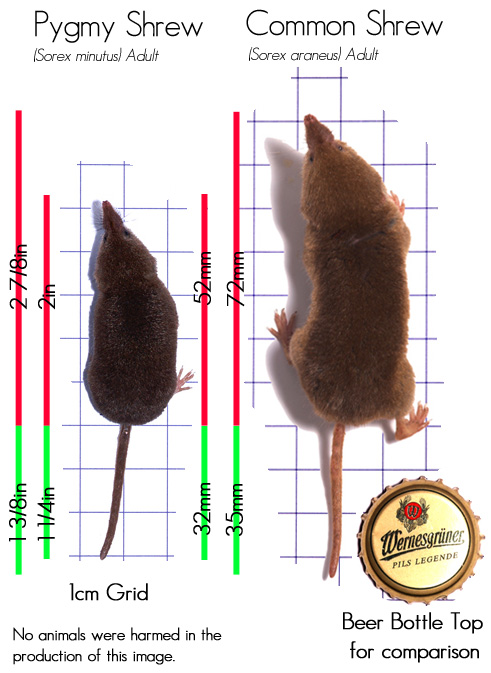
Common & Eurasian pygmy shrews (genus زبابة), size comparison

زبابة أوراسية قزمة (الاسم العلمي: Sorex minutus) (بالإنجليزية: Eurasian Pygmy Shrew)‏ هي نوع من الثدييات يتبع جنس الزبابة من الفصيلة الزبابات.